# Кузрека (река, впадает в Кандалакшский залив)
Кузрека — река в Мурманской области России. Протекает по территории Терского района. Впадает в Кандалакшский залив Белого моря.
Длина реки составляет 37 км. Площадь бассейна 255 км².
Берёт начало в озере Кужозеро на высоте 85,7 м над уровнем моря. Протекает по лесной, местами болотистой местности. Порожиста. Основные притоки: Ремеза, Строительный, Бобровый и Глубокий. Впадает в Кандалакшский залив Белого моря. Населённых пунктов на реке нет, ранее в устье реки располагалась деревня Кузрека.

## Данные водного реестра
По данным государственного водного реестра России относится к Баренцево-Беломорскому бассейновому округу, водохозяйственный участок реки — реки бассейна Белого моря от западной границы бассейна реки Йоканга (мыс Святой Нос) до восточной границы бассейна реки Нива, без реки Поной. Речной бассейн реки — бассейны рек Кольского полуострова и Карелии.
Код объекта в государственном водном реестре — 02020000212101000008599.